# سیارک ۹۴۲۳
سیارک ۹۴۲۳ (به انگلیسی: 9423 Abt، نامگذاری:1996AT7) نه هزار و چهارصد و بیست و سومین سیارک کشف شده‌است که در ۱۲ ژانویه ۱۹۹۶ کشف شد.
قدر مطلق سیارک برابر ۱۲٫۲۰ است.